# Eparchie bratislavská
Eparchie bratislavská (lat. Eparchia Bratislaviensis) je řeckokatolická eparchie, která vznikla 30. ledna 2008 vydělením z eparchie prešovské. Spolu s metropolitní archeparchií prešovskou a eparchií košickou je součástí nové řeckokatolické církve na Slovensku. Prvním a současným eparchou košickým je Peter Rusnák.

## Základní informace
- 14 farností sdružených ve čtyřech děkanátech (k 18. únoru 2008)
- 13 kněží (k 18. únoru 2008)
- asi 25 000 věřících (podle sčítání lidu v roce 2001)[1]

## Historie
Eparchie bratislavská vznikla z rozhodnutí papeže Benedikta XVI. 30. ledna 2008 vydělením z eparchie prešovské.
Jejím prvním eparchou byl jmenován dosavadní bratislavský farář a děkan Peter Rusnák. Na biskupa byl vysvěcen 16. února 2008.